# Barracão (Paraná)
Barracão é um município do sudoeste do Paraná conurbada com a cidade de Dionísio Cerqueira (Santa Catarina), e Bernardo de Irigoyen (Misiones, Argentina), com as quais forma uma tríplice fronteira (Misiones, Santa Catarina e Paraná). Sua população, conforme estimativas do IBGE de 2018, era de 10 238 habitantes.

## História
Os primeiros registros da localidade, remontam de 1868, quando o então Imperador Pedro II do Brasil enviou seus subordinados a região para abrir picadas em direção ao Rio Paraná.
O pequeno núcleo urbano de fronteira era conhecido no final do século XIX pelo seu nome espanhol de Barracón, sendo nesse período um importante ponto de passagem da erva-mate pois é o único ponto de fronteira seca entre Brasil e Argentina, aparecendo em mapas Argentinos como povoado já no ano de 1890.
No dia 04 de julho de 1903, o General Dionísio Cerqueira, na época Chefe da Comissão de Demarcação dos Limites entre Brasil e Argentina, fundou um povoado brasileiro de nome Vila do Peperi-Guaçu nas cabeceiras dos Rios Capanema e Peperi Guaçu, na fronteira com a vizinha República Argentina. Nesse mesmo dia, por decisão unânime entre os signatários da ata de fundação, a vila recebeu o nome de Vila Dionísio Cerqueira.
O primeiro morador da localidade, foi Misael Siqueira Bello que, na condição de pioneiro deu grande impulso ao seu desenvolvimento. Inclusive, Misael foi por vários anos agente de Correios e Telégrafos, também vindo a ser futuramente seu primeiro prefeito.
Dada a exuberância e a fertilidade das terras e a grande quantidade de madeira existente, colonos vindos dos Estados do Rio Grande do Sul e Santa Catarina, estabeleceram-se em Barracão, dedicando-se à extração de madeira, de erva-mate e também à cultura de cereais, fumo e cana de açúcar, com isso o povoado teve rápido crescimento.
Em 1914, foi criado um Distrito Judiciário com a denominação de Dionísio Cerqueira, com sede no lugar denominado Barracão, no Município de Clevelândia. Havia, na época, uma questão de limites entre os Estados do Paraná e Santa Catarina que foi resolvida em 1916, com a celebração de um acordo entre os dois Estados. Em função desse acordo de limites, Barracão foi dividido em dois, ficando parte no Paraná e parte em Santa Catarina, separadas apenas por uma linha divisória seca. A parte que ficou no Paraná, permaneceu com o nome de Barracão e a que ficou em Santa Catarina, recebeu a denominação de Dionísio Cerqueira, em homenagem ao seu fundador. A cidade fundada  no lado Argentino, separada apenas pelo Rio Peperi Guaçu, recebeu a denominação em 1934 de Bernardo Irigoyen. Desta forma, Barracão no Paraná e Dionísio Cerqueira em Santa Catarina parecem formar uma só Cidade.
Em 1951, Barracão foi elevado a Município.
Barracão era o nome de uma hospedaria construída no povoado e que servia de local de pouso e descanso de tropeiros, originando-se, daí, o nome do Município.

## Fundação
Fundado no dia, 14 de dezembro de 1952, Barracão passou por uma formação administrativa em divisões territoriais datadas de 31-12-1936 e 31-12-1937, figura no município de Clevelândia o distrito de Dionísio Cerqueira. Pelo decreto-lei estadual n° 7573, de 26-10-1938, o distrito de Dionísio Cerqueira passou a denominar-se Santo Antônio. Sob o mesmo decreto o distrito de Santo Antônio foi extinto, sendo seu território anexado ao distrito de Porto Branco. Elevado à categoria de município e distrito com a denominação de Barracão, pela lei estadual n° 790, de 14-11-1951, desmembrado de Clevelândia. Sede no atual distrito de Barracão.
Constituído do distrito sede. Instalado em 14-12-1952. Pela lei municipal n° 13, de 20-08-1955, é criado os distritos de Bom Jesus do Barracão, Salgado Filho, São Sebastião da Bela Vista e Siqueira Belo e anexados ao município de Barracão. Em divisão territorial datada de 1-07-1960, o município é constituído de 5 distritos: Barracão, Salgado Filho, São Sebastião da Bela Vista, Siqueira Belo e Bom Jesus do Barracão. Pela lei municipal n° 19, de 10-08-1962, é criado o distrito de Tiradentes e anexado ao município de Barracão. Pela lei estadual n° 788, e 29-11-1963, desmembra do município de Barracão os distritos de Salgado Filho, São Sebastião do Bela Vista e Tiradentes. Para formar o novo município de Barracão.

Em divisão territorial datada de 31-12-1963, o município é constituído de 3 distritos: Barracão, Bom Jesus do Barracão e Siqueira Belo. Assim permanecendo em divisão territorial datada de 1-06-1995. Pela lei estadual nº 11260, de 21-12-1995, desmembra do município de Barracão o distrito de Bom Jesus do Sul (ex-Bom Jesus do Barracão). Elevado à categoria de município. Em divisão territorial datada de 15-07-1999, o município é constituído de 2 distritos: Barracão e Siqueira Belo. Alterações Toponímicas Distritais: Dionísio Cerqueira para Santo Antônio alterado, pelo decreto-lei estadual nº 7573, de 26-10-1938. Santo Antônio para Barracão alterado, pela lei estadual nº 790, de 14-11-1951.acão alterado, pela lei estadual nº 790, de 14-11-1951.